# 比利亚罗亚
比利亚罗亚，西班牙拉里奥哈的一个市镇及村庄，该市镇人口只有9人（2011年），为西班牙人口最少的市镇。